# Isla Contreras
Isla Contreras är en ö i Chile.   Den ligger i regionen Región de Magallanes y de la Antártica Chilena, i den södra delen av landet, 2 100 km söder om huvudstaden Santiago de Chile. Arean är 549 kvadratkilometer.
Terrängen på Isla Contreras är kuperad. Öns högsta punkt är 944 meter över havet. Den sträcker sig 58,4 kilometer i nord-sydlig riktning, och 22,2 kilometer i öst-västlig riktning.
Trakten runt Isla Contreras består i huvudsak av gräsmarker. Trakten runt Isla Contreras är nära nog obefolkad, med mindre än två invånare per kvadratkilometer.